# Sân bay Hoàng Kim Cám Châu
Sân bay Hoàng Kim Cám Châu (giản thể: 赣州黄金机场; Pinyin: Gàzhōu Huángjīn Jīnchǎng) là một sân bay ở Cám Châu, Giang Tây, Trung Quốc (IATA: KOW, ICAO: ZSGZ).

## Các hãng hàng không và tuyến bay
- China Eastern Airlines (Nam Kinh, Thượng Hải-Hongqiao, Hạ Môn)
- China Express Airlines (Trùng Khánh, Nam Xương, Thượng Hải-Pudong, Hạ Môn)
- China Southern Airlines (Quảng Châu)
- China United Airlines (Bắc Kinh-Nanyuan)